# Opetiopalpus scutellaris
Opetiopalpus scutellaris is een keversoort uit de familie mierkevers (Cleridae). De wetenschappelijke naam van de soort is voor het eerst geldig gepubliceerd in 1797 door Panzer.